# 稱江戶為東京詔書
稱江戶為東京詔書，又称车驾东幸诏、东京迁都之诏、东京奠都之诏，是日本明治天皇於1868年9月3日（明治元年7月17日）颁布的宣布江户改称为东京的诏书。

## 内容
本文大致内容如下：
译文：

朕今亲裁万机、绥抚黎庶。江户，東國第一大鎮、四方辐辏之地也。深宜親臨，以視其政，因改稱东京。自今遑论东西，海内一家，東西同視，衆庶其知朕意。